# Nennsdorf
Nennsdorf ist ein Ortsteil der Gemeinde Bucha im Saale-Holzland-Kreis in Thüringen.

## Geografie
Durch Nennsdorf führt die Landesstraße 2308 von Jena in Richtung Milda. Der Ort liegt in einem flaschenhalsartigen Tal mit Grünland und ist an den Hängen und Anhöhen mit Wald umgeben. Die Landschaft ist für den Wochenendtourismus der Stadtbevölkerung direkt vor der Haustür gegeben.

## Geschichte
Am 18. Mai 876 wurde Nennsdorf urkundlich erstmals erwähnt. Die älteste Überlieferung von Hofbesitzern stammt aus der Zeit von 1421–1425. Im Jahre 1836 hieß der Ort „Nensdorf“, eine Weiterentwicklung des 1442 gebräuchlichen Namens „Neugisdorf“.